# The Empty Child

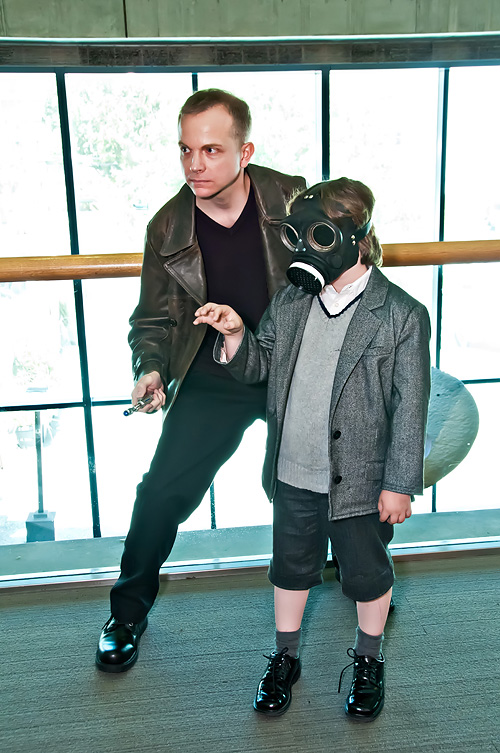
9대 닥터와 공허한 아이 (팬 코스프레)

"The Empty Child" (KBS 방영 제목: <공허한 아이>)는 영국의 텔레비전 공상과학 드라마 《닥터 후》 시리즈 1의 아홉 번째 에피소드이다. 영국에서는 2005년 5월 21일에 처음 방송되었다. 러셀 T 데이비스가 자리에서 물러난 2010년부터 드라마의 프로듀서이자 메인 작가가 된 스티븐 모팻이 각본을 맡은 첫 에피소드이다. 감독은 제임스 호스가 맡았다. "The Empty Child"는 2005년 5월 28일에 방송된 "The Doctor Dances"와 함께 총 2부작으로 된 스토리 중 첫번째 에피소드이다.
에피소드 줄거리는 시간 여행자인 닥터 (크리스토퍼 에클스턴)과 그의 동행자 로즈 타일러 (빌리 파이퍼)는 1941년 대공습 기간의 런던에 도착해, 가스 마스크를 쓴 채 엄마를 계속 찾는 이상한 아이 때문에 도시 전체가 공포에 휩싸인 것을 발견하는 데에서 시작한다.
이 에피소드는 존 버로우만이 잭 하크니스 대위 역으로 처음 등장한 에피소드이다. 잭 하크니스는 이후 <닥터 후>의 조연 등장인물과 스핀오프 시리즈 <토치우드>의 주연으로 나서게 된다. "The Empty Child"는 영국에서만 총 711만 명이 시청했다. 이 에피소드와 다음 에피소드를 합한 2부작은 평론가들로부터 닥터 후 최고의 에피소드로 인용되며, 2006년에는 휴고상 최우수 드라마 단편 부문을 수상하기도 했다.

## 줄거리
에피소드의 줄거리는 타디스 안에 닥터와 로즈가 시공간을 뚫고 수상한 강철 원통형 물체를 뒤쫓는 장면으로부터 시작된다. 위험하다고 표시된 그 원통 물체는 타임 볼텍스를 건너뛰고 밖으로 빠져나가 지구 어딘가로 추락한다. 닥터는 타디스를 런던에 착륙시키고 원통에 대해서 수소문하기 위해 로즈와 함께 근처 레스토랑으로 간다. 닥터가 마이크로 최근에 하늘에서 뭔가가 떨어진 적이 없냐고 묻자, 사람들은 닥터를 비웃고 곧이어 공습 사이렌이 울리면서 전부 대피한다. 그제서야 닥터는 지금 이곳이 제2차 세계 대전 도중의 대공습을 겪고 있는 런던이라는 사실을 깨닫는다. 한편 로즈는 엄마를 찾는 어린 소년을 포착하고 그를 따라 지붕 꼭대기로 가는데, 그 위에서 밧줄를 잡은 게 하필이면 조색기구의 밧줄이었고, 로즈는 공중에 메달려 어디론가 떠나간다. 닥터는 타디스로 돌아와서 로즈를 찾는데 타디스 바깥에 있는 가짜 전화기의 벨이 울리는 것을 발견하고는 당혹해한다. 수화기를 들어 대답하려는 찰나 낸시라는 이름의 젊은 여자가 나타나 그러지 말라고 경고한다. 어쨌든 전화를 받은 닥터는 전화선을 타고 한 어린 소년의 목소리를 듣게 되는데, "우리 엄마에요?"라는 말이었다. 통화가 끊기고 혼란에 빠진 닥터는 어느새 사라진 낸시를 찾아 거리로 나선다.
한편, 로즈는 공습이 한창인 런던 상공에서 기구 밧줄을 붙잡은 채 오도가도 못하게 되고 그 모습을 잭 하크니스 대위가 포착한다. 영국 공군 장교로 위장해 있던 그는 슬며시 튀어나가 자신이 조종하는 출라 전투선의 견인 광선으로 로즈를 구해낸다. 같은 시각 닥터는 낸시를 드디어 찾게 되는데, 아이들 무리와 함께 어느 집안으로 들어와서 집 주인이 공습으로 대피한 사이 남겨두고 간 저녁 식사를 먹고 있었다. 닥터는 식사 자리에 앉아 같이 먹으면서, 낸시에게 전화에 대해서 말하기 전에 먼저 로즈를 본 적 없냐고 아이들에게 묻는다. 낸시는 닥터에게 나가 달라고 하고 닥터가 나가려는데 가스 마스크를 쓴 채 엄마를 찾는 어린애가 문밖에서 두들기는 바람에 갇히게 된다. 낸시는 공포에 휩싸이고 모두에게 다른 출구로 나가라고 지시한다. 그리고는 바로 앞의 문을 잠그고 아이가 안으로 절대 들어오지 못하게 한다. 닥터가 왜 그러느냐고 묻자, 저 아이는 진짜 소년이 아니라면서 혹시라도 접촉하면 닥터도 저것처럼 "텅 비게" 된다고 낸시가 답한다. 집안의 전화가 울리고 소년은 계속해서 문을 두드리다, 닥터가 다가가 문을 열자 사라져 있었다.
출라선에서 잭은 로즈에게 소개 인사를 하고는 대놓고 치근덕대기 시작한다. 빅 벤 시계 바로 앞에서 우주선을 위장시킨 채 주차한 잭은 로즈를 데리고 우주선 위로 올라서고 샴페인 병을 딴다. 한편 닥터는 거리에서 낸시를 붙잡고 다시 그 소년에 대해서 물어본다. 낸시는 닥터에게 하늘에서 떨어진 물체가 소년과 깊은 연관이 있는 것 같은데 지금은 근접 경호에 둘러싸여 있다고 말해준다. 또 최근의 공습 때문에 동생을 잃어서 다른 아이들을 돌봐주고 있는 것이라고 시인한다. 닥터는 낸시에게 미래에 대해서 격려의 말을 해주고 근처의 병원으로 함께 출발한다. 다시 빅 벤으로 돌아와서, 잭이 노래를 틀어 로즈와 함께 춤춘다. 그러고선 사실 자신은 전 타임 에이전트로 물품을 판매하고 있다고 말한다. 그러자 로즈는 자신을 닥터에게 보내줘야만 그걸 살 수 있다고 엄포를 놓는다.
원통 물체가 충돌한 현장 부근에 있는 병원에서 닥터는 콘스탄틴 박사를 만난다. 콘스탄틴 박사는 전부 똑같은 증상을 갖고 방안 전체에 누워 있는 환자들을 돌보고 있었다. 이들은 전부 혼수상태인 것으로 보이고, 손에 똑같은 상처가 있으며 얼굴에 가스 마스가 완전히 부착되어 있었다. 콘스탄틴 박사는 환자들이 시끄러운 소리에 똑같이, 그리고 동시에 반응한다며 직접 보여준다. 그리고선 이런 증상을 갖고 있던 첫번째 환자가 바로 낸시의 남동생인 제이미라고 설명해 주는데, 말을 다 끝마치기 전에 다른 희생자들처럼 얼굴에 가스 마스크를 쓴 모습으로 바뀐다. 건물 깊숙히 달아나던 잭은 닥터를 만나고선 또다시 전투선을 판매하려고 하다 도리어 그 전투선이 출라 의료선에 불과하단 사실을 털어놓고 만다. 잭은 자신이 지금의 상황이 발생한 것과는 아무런 관련이 없다고 부인한다.
이후 잭과 로즈, 닥터 일행은 병실에서 가스 마스크로 얼굴이 바뀐 채 하나같이 엄마를 찾는 환자들로부터 포위되어 갇히고, 음식을 더 가지러 집으로 돌아간 낸시도 똑같이 제이미에게 갇히게 된다. 환자들과 제이미가 덮치려는 찰나 에피소드는 끝이 난다.

### 다른 에피소드와의 연관성
이 에피소드는 잭 하크니스 대위 (존 바로우만 분)가 처음 등장한 에피소드로, 2005년 시리즈의 나머지 에피소드에 연속으로 출연하고 나중에는 《닥터 후》의 정기 출연 등장인물은 물론, 스핀오프 시리즈 《토치우드》에서는 주인공으로 나오게 된다. 《토치우드》의 에피소드 중 하나인 "Everything Changes"에서 한 경찰관의 말에 의하면, 잭 하크니스가 1941년 1월 21일부터 출근하지 않고 실종되었다고 나온다. 이를 통해 짐작하면 "The Empty Child" 에피소드의 시간 배경은 1941년 1월이라고 볼 수 있다. 《토치우드》의 이후 에피소드인 "Captain Jack Harkness"의 배경은 이 에피소드가 벌어지기 바로 전을 배경으로 삼았다. 《닥터 후 컨피덴셜》에서는 잭을 51세기에서 온 전 타임 에이전트로 묘사했다. 올드 시즌 에피소드인 <The Talons of Weng-Chiang> (1977)에서 사악한 인물로 나오는 마그너스 그릴은 51세기에서 온 시간 여행자로, 타임 에이전트로부터 추적 당하는 것을 두려워하고 있다고 나온다. 이 타임 에이전트는 스핀오프 소설인 <Eater of Wasps> (트레보어 백슨데일)과 <Trading Futures> (란스 파킨)에서도 등장하며 사이먼 A. 포워드의 <Emotional Chemistry>에서는 51세기 전쟁 직후에 있었던 타임 에이전트의 유래에 관한 내용을 담고 있다.
출라선이 시간 경로를 이탈할 때 콘솔 화면에 나타나는 타임 볼텍스는 오프닝이나 크레딧이 올라갈 때 나오는 모습과 똑같다. 1대 닥터 시절 에피소드인 <The Space Museum> (1965)에서는 타디스가 시간 경로를 이탈하는 장면이 나오는데 닥터와 그때 동행자들이 미래의 풍경을 잠시나마 보게 된다. 작중에서 등장하는 런던의 앨비온 병원 (촬영장은 카디프 왕립병원)은 "Aliens of London"에서도 우주선의 외계인이 안치되는 곳으로 등장한다. 콘스탄틴 박사는 전쟁 전에 아버지이자 할아버지였는데 이젠 둘 다 아니다, 그렇지만 여전히 '의사'라고 말한다. 그러자 닥터는 "그 기분 압니다"라고 말하는데, 닥터의 손녀인 수전 포어맨 (과 부모님)을 염두에 둔 장면으로, 포어맨이 시간 전쟁에서 닥터의 나머지 가족들과 함께 죽었다는 것을 밝히는 암시이기도 하다.

### 리뷰
- (영어) "The Empty Child"  리뷰 - The Doctor Who Ratings Guide
- (영어) "The Empty Child" / "The Doctor Dances"  리뷰 - The Doctor Who Ratings Guide